# Wirbel um Judy
Wirbel um Judy (Originaltitel: A Date with Judy) ist eine US-amerikanische Filmkomödie aus dem Jahr 1948.

## Handlung
Die beiden Teenager Judy und Carol sind dicke Freundinnen. Ihre Freundschaft steht jedoch schwer auf dem Prüfstand, als beide sich in den gutaussehenden Stephen Andrews verlieben. Erschwerend kommt für die Freundinnen hinzu, dass Judy bereits mit in fester Verbindung mit Carols Bruder Oogie steht. Der Ärger verzieht sich jedoch, als Carol feststellen muss, dass ihr Vater wohl eine Affäre mit der rassigen Rosita Conchellas hat. Judy und Carol versuchen nun, die Ehe von Mr. und Mrs. Foster zu retten.
Nach erheblichem Durcheinander und Wirbel müssen die beiden Teenager jedoch feststellen, dass Melvin Foster völlig unschuldig ist und lediglich Tanzunterricht bei Rosita Conchellas genommen hat. Die Mädchen entschuldigen sich bei Rosita für den Verdacht. Judy entscheidet sich schließlich wieder zu Oogie zurückzukehren und überlässt ihrer Freundin Carol Stephen Andrews. Stephen Andrews gibt zu erkennen, dass er in ein paar Jahren gern mit Carol zusammen sein möchte, wenn sie etwas älter geworden ist.

## Hintergrund
Für die Choreografien im Film zeichnete der Choreograf und spätere Erfolgsregisseur Stanley Donen verantwortlich. Der Film entstand nach einer populären Radiosendung mit gleichem Titel, die zwischen 1941 und 1950 auf diversen US-amerikanischen Radiostationen lief. Des Weiteren entstand Anfang der 1950er Jahre eine Fernsehserie mit den Judy und Carol als Titelheldinnen und von 1947 bis 1960 erschien eine Comicreihe mit den jungen Heldinnen.
Wirbel um Judy ist der erste Film, in dem Elizabeth Taylor, die nur über eine rudimentäre Gesangsausbildung verfügt, singen musste. Sie ist hier mit dem Song It’s a Most Unusual Day zu hören.

## Kritiken
„Gutgelaunter Familienfilm mit viel Tanz und Musik, der kurzweilig unterhält, ohne die üblichen Standardthemen um Teenager, Kleinstadt-Idylle und Kleinbürgerfamilie zu vertiefen“, konstatierte das Lexikon des internationalen Films.